# Terratrèmol de Chuetsu-oki de 2007
El Terratrèmol del 2007 a Chuetsu-oki Chūetsu Oki Jishin (中越沖地震) fou un poderós terratrèmol de magnitud 6,8 en l'escala de Richter que va ocórrer a les 10:13 (hora local) del 16 de juliol del 2007, en el nord-oest de la prefectura de Niigata en l'illa japonesa de Honshu. El terratrèmol va afectar Niigata i les prefectures limítrofes a aquesta. La ciutat de Kashiwazaki i els llogarets de Iizuna i Kariwa van registrar les majors intensitats sísmiques segons l'Agència Meteorològica del Japó, arribant al Shindo 6, encara que el terratrèmol va ser percebut en llocs més distants com Tòquio. Nou persones mortes i almenys 900 ferides han estat registrades, i a més 342 edificis hi van ser destruïts completament, sent la majoria velles estructures de fusta.
Una rèplica del primer moviment, que va ocasionar-hi una magnitud de 5,6, va ocórrer a les 23:17 (hora local) en la costa occidental del Japó.

El Primer Ministre Shinzō Abe va deixar de costat la seua campanya electoral en el sud del país per a visitar Kashiwazaki, on va prometre fer "fins a l'últim esforç per rescatar i també restaurar els serveis bàsics, com el gas i l'electricitat".

## Incidents en la planta nuclear de Kashiwazaki-Kariwa
Després del terratrèmol, es va produir un gran incendi en un dels transformadors elèctrics de la central nuclear de Kashiwazaki-Kariwa, el qual només va poder ser extingit després de dues hores. El terratrèmol també causà una fugida de 1.200 litres d'aigua des de la planta cap al Mar del Japó, la qual contenia una quantitat molt reduïda de material radioactiu, però els informes oficials van assegurar que tal escape no representava cap perill per a la població o l'ambient.
Això no obstant, un dia després de l'incident, la Companyia Elèctrica de Tòquio va reconèixer que altres fugides havien ocorregut: 800 litres d'oli de turbines es van escapar d'un reactor, material radioactiu se n'escapà d'una canonada d'un altre reactor, i prop de 100 tambors contenidors de deixalles radioactives haurien caigut durant el terratrèmol, obrint-se diversos d'ells. El govern podria ordenar a l'empresa energètica que mantingués la planta tancada per més d'un any mentre es realitzara un estudi, elevant els dubtes sobre els possibles talls energètics durant l'estiu japonès, quan hi ha molta demanda. El tancament podria estendre's encara més si la instal·lació, construïda sobre el que sembla una falla activa i criticada per activistes antinuclears que la qualifiquen d'insegura, necessita ser reforçada.